# Agrio (hijo de Partaón)
En la mitología griega, Agrio (del griego antiguo: Ἅγριος [Agrios] ‘salvaje’) era un hijo de Partaón y Éurite, y hermano de Eneo —príncipe de Calidón, Etolia—, Alcátoo, Melas, Leucopeo y Estéope.
Fue padre de seis hijos, entre ellos Tersites. Estos hijos de Agrio arrebataron a Eneo su reino, dándolo a su padre, pero todo ellos salvo Tersites murieron a manos de Diomedes, el nieto de Eneo. Apolodoro sitúa estos sucesos antes de la expedición de los griegos contra Troya, mientras Higino afirma que cuando Diomedes supo, tras la caída de Troya, de la desgracia de su abuelo Eneo se apresuró a regresar y expulsar a Agrio, quien entonces puso fin a su propia vida. Según otras fuentes, Diomedes mató a Agrio y sus hijos.
La ciudad de Agrinio, la mayor de Etolia, toma su nombre de Agrio.